# Dorfkirche Nonnendorf

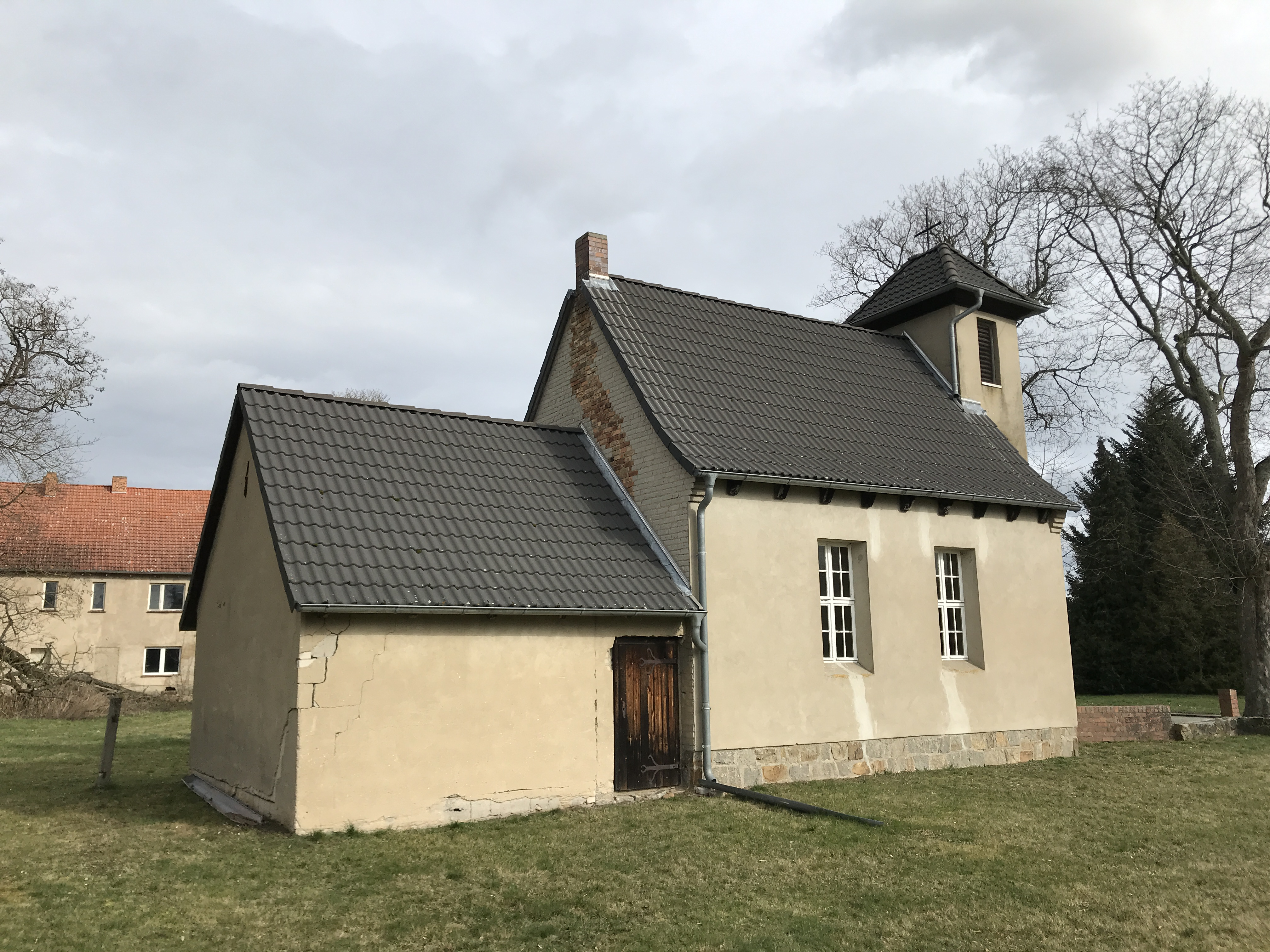
Dorfkirche Nonnendorf

Die evangelische Dorfkirche Nonnendorf ist eine Saalkirche in Nonnendorf, einem Ortsteil der Gemeinde Niederer Fläming im Landkreis Teltow-Fläming im Land Brandenburg. Die Kirchengemeinde gehört zum Kirchenkreis Zossen-Fläming der Evangelischen Kirche Berlin-Brandenburg-schlesische Oberlausitz.

## Lage
Die Bundesstraße 102 verläuft von Nordwesten kommend in östlicher Richtung am Ort vorbei. Das historische Dorfzentrum des Straßendorfes erstreckt sich entlang der nördlich abzweigenden Dorfstraße. Dort steht die Kirche westlich der Straße auf einem Grundstück. Sie ist nicht geostet.

## Geschichte
Nonnendorf wurde 1235 erstmals als Nannendorf urkundlich erwähnt. Bereits 1459 wurde der Ort als wüste Feldmark bezeichnet; 1538 gab es noch eine Kirche. Das jetzige Bauwerk entstand im Jahr 1954, um dort gleichermaßen den Gottesdienst, wie auch Unterricht anzubieten. 2004 erfolgte eine grundlegende Sanierung. Von 2006 bis 2007 malte der Berliner Künstler Uwe Mücklausch das Bauwerk aus.

## Baubeschreibung

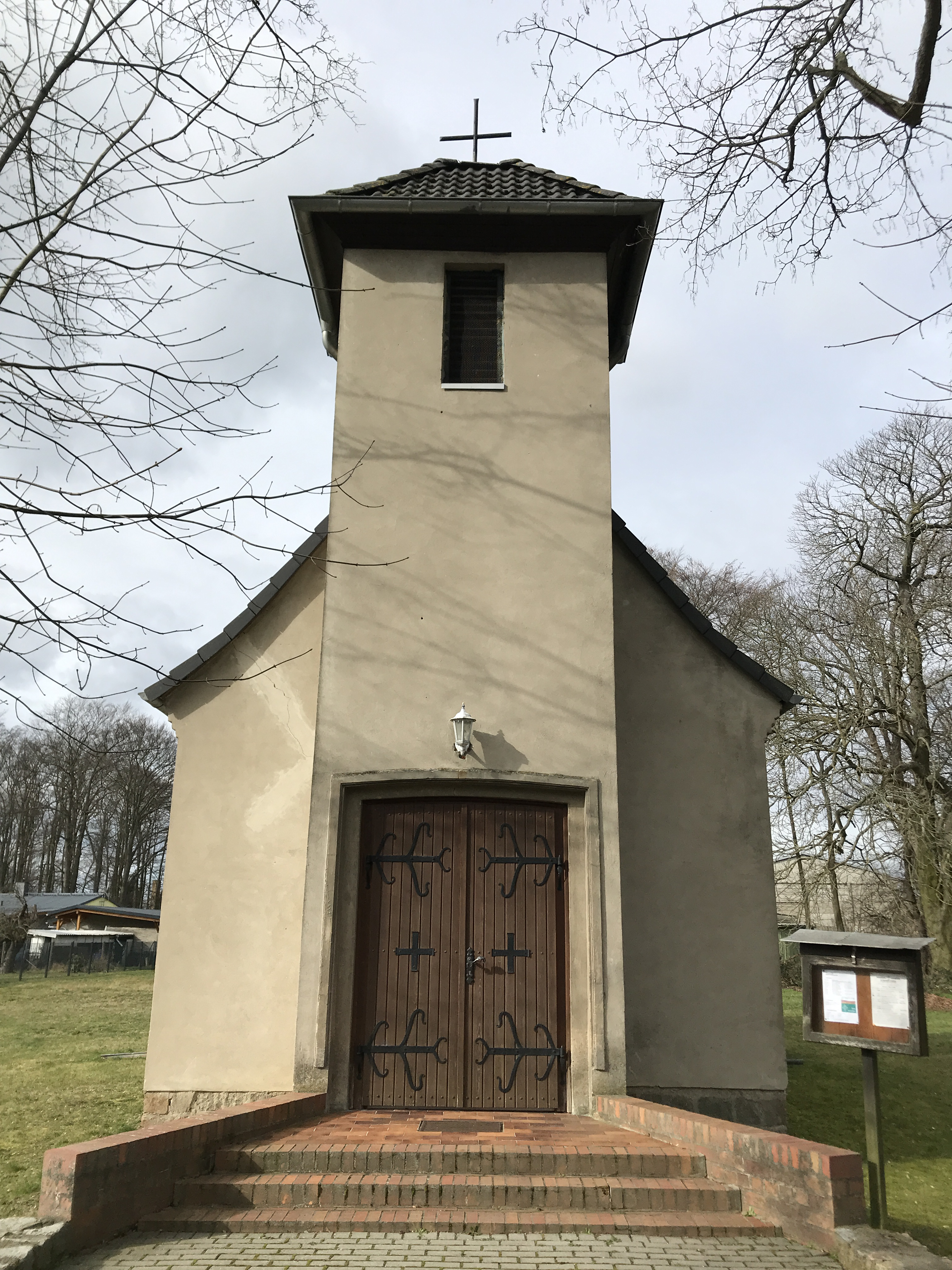
Kirchturm

Das schlichte Bauwerk entstand im Wesentlichen aus Mauersteinen, die anschließend verputzt wurden. Der Chor ist gerade und einzogen. An seiner Nordseite ist eine große, doppelflügelige hölzerne Pforte, die durch eine kleinere, östlich gelegene Pforte ergänzt wird. An der Südseite ist eine schlichte, hölzerne Pforte.
Das Kirchenschiff hat ebenfalls einen rechteckigen Grundriss und wurde auf einem Sockel aus behauenen Feldsteinen errichtet. An der Nord- und Südseite sind je zwei hochrechteckige Fenster.
Die Kirche kann durch eine Pforte von Osten her betreten werden. Darüber erhebt sich ein eingezogenerKirchturm mit einer rechteckigen Klangarkade an den drei zugänglichen Seiten. Chor und Schiff tragen ein Satteldach, der Turm ein Pyramidendach mit einem Kreuz.

## Ausstattung
Die Kirchenausstattung ist neuzeitlich, die Mensa aus Glas. Mücklausch verwendete bei seiner Ausmalung helle Blautöne, mit denen er einen Wandfries gestaltete. Sie stellen Engel dar, die sich um den Saal gruppieren.
Östlich der Kirche steht auf der gegenüberliegenden Straßenseite ein Denkmal, das an die Gefallenen der Weltkriege erinnert.